# Pintér Attila (restaurátor)
Pintér Attila (Budapest, 1944. február 19. –) Munkácsy Mihály-díjas restaurátorművész, a Magyar Műemlékvédelemért díj kitüntetettje.

## Életút
A Képző- és Iparművészeti Gimnázium elvégzése után 1973-ban, a Magyar Képzőművészeti Főiskola festő-restaurátor szakágon szerzett diplomát. 1973 és 1983 között az Országos Műemléki Felügyelőség munkatársa lett. Itt elsősorban közép- és római kori falfestményeket restaurált. 1983-ban megvált munkahelyétől és mint önálló restaurátor dolgozott tovább. 1990-ben a pécsi festett ókeresztény sírkamrák restaurálása terén végzett eredményes munkássága elismeréseként Munkácsy Mihály-díjban részesült. 1997-ben a Környezetvédelmi és Területfejlesztési Miniszter a Magyar Műemlékvédelemért díjjal tüntette ki. Szakmai tevékenységének ideje alatt mintegy száz műemlék falfestésének restaurálását végezte el. A nagyobb feladatok kivitelezésében, időnként kollégáival csoportot alkotva végezte el a restaurálási munkálatokat. Számos esetben a csoport vezetőjeként vett részt a munkákban. 2024-ben „50 év a magyarországi falfestmények megóvásának és restaurálásának szolgálatában” címmel Szentendrén, gyűjteményes kiállítást rendezett. Több – a szakmát érintő - tudományos- és ismeretterjesztő mű szerzője.

## Jelentősebb restaurátori munkák
•	1973-1974 A csarodai református templom 13., 14. és 17. századi falfestéseinek feltárása és restaurálása. (A 17. századi festések szerzője a nép soraiból származó „Mihály kőműves” volt, a többi ismeretlen szerző munkája.)
•	1978-1979 A soproni Esterházy-palota (ma Központi Bányászati Múzeum) három helyisége 18. és 19. századi falfestésének feltárása és restaurálása. (Ismeretlen festők munkái)
•	1982 A rakacaszendi református templom korábban már feltárt középkori falfestéstöredékeinek konzerválása és restaurálása. (Ismeretlen szerző munkái)
•	1982-1988 Pécs, - római-kori nevén Sophiane - egykori temetőjének területén előkerült IV. századi festett sírkamra, „Ókeresztény Mauzóleum” falfestéseinek restaurálása. (Ismertlen szerző munkája)
•	1983-1984 A seregélyesi volt Zichy-Hadik kastély díszterme és egyéb helyiségei Pich Ferenc által az 1800-as évek elején készített festéseinek feltárása és restaurálása.
•	1984-1990 A mosonmagyaróvári (magyaróvári) plébániatemplom felfestményeinek restaurálása. A szentélyt Auguszt Imre 1774-ben, a hajót és a templom egyéb belső felületeit Schellemayer Ferenc 1777-ben festette ki.
•	1985-1986 Győr, Zichy-palota. Ma „Művészeti és Fesztiválközpont”, valamint „Anyakönyvi Hivatal”. Az emeleti termekben barokk-kori festések feltárása és restaurálása. (Ismeretlen szerzők munkái)
•	1995-1996 A győri orsolyiták Szt. Anna templomának boltozatán lévő, Saller István által a 18. században készült falfestések restaurálása.
•	2000 Az egykori fertőrákosi püspöki vízimalom falán található 18. századi napóra restaurálása. (Ismeretlen szerző munkája)
•	2000 A pinkamindszenti római katolikus templom, Josef Winterhalder által 1800 körül kifestett szentélye és diadalíve restaurálása.
•	2001 A kenyeri római katolikus templom szentélyében és diadalívének falán található, Dorffmaister István által 1779-ben készített festmények és egyéb díszítő festések restaurálása.
•	2002 Pécs, (Sopianae) az un. II. számú (un. korsós) ókeresztény sirkamra falfestéseinek restaurálása. (Ismeretlen szerző munkája a IV. századból)
•	2002-2003 A söjtöri Deák-kúria szobáiban és egyéb helyiségeiben előkerült falfestések feltárása és restaurálása. (Ismeretlen szerzők munkái)
•	2003-2004 A szombathelyi székesegyház Szent Márton és Szent Quirin oldalkápolnáknak, valamint a középkupolának Josef Winterhalder által kifestett (1799-1800), de a II. Világháború során javarészt elpusztult boltozati falfestéseinek részleges rekonstrukciója. Ugyanitt, a hajó boltozatának Anton Spreng által 1813-ban készített, de a II. Világháború alkalmával ugyancsak elpusztult falfestésének részleges rekonstrukciója.
•	2004-2005 A fertődi Esterházy-kastély kápolnája boltozatán lévő Josef Ignatcz Mildorfer által 1764-65-ben készített, „Szt. István Mária áldását kéri királyságára és annak jelvényeire” című freskó restaurálása.
•	2006 A fertődi Esterházy-kastély dísztermének mennyezetén található - Josef Ignatcz Mildorfer által 1766-ben készített „Apollon a Nap szekerén” című falfestmény restaurálása.
•	2006 A fertődi Esterházy-kastély női lakosztálya egyik szobája falain fennmaradt 18. századi chinoiserie falfestések restaurálása. (Ismeretlen szerző műve)
•	2007 Pécs (Sopianae), un. I. számú (Péterről és Pálról elnevezett) ókeresztény sírkamra falfestményeinek restaurálása. (Ismeretlen szerző műve a IV. századból)
•	2010 A fertődi Esterházy-kastély sala terrenája boltozatán lévő, Wolfgang Köpp által 1764-ben készített kilenc boltozati festmény restaurálása.
•	2011 A fertődi Esterházy-kastély lépcsőházában lévő, 18. századi díszítő festés feltárása és helyreállítása. (Ismeretlen szerző munkája)
•	2012 A fertődi Esterházy-kastély un. porcelános szobája 18. századi díszítő festésének feltárása és restaurálása. (Ismeretlen szerző munkája)
•	2013 A fertődi Esterházy-kastély egyik földszinti helyisége (jelenlegi múzeumi bejárata) 18. századi díszítő festésének feltárása és helyreállítása. (Ismeretlen szerző munkája)
•	2013 A Debreceni Törvényszék épülettömbjének egykori 19. századi külső festése megkutatása, valamint a korabeli festés rekonstrukciós tervének elkészítése.
•	2015 A Debreceni Református Kollégium díszterme, eredeti 19. századi kifestésének kutatása, feltárása és restaurálása. (Ismertlen szerző munkája)
•	2016 A Debreceni Református Kollégium olvasóterme, eredeti 19. századi kifestésének kutatása, feltárása, majd restaurálása. (Ismeretlen szerző munkája)
•	2016-2017 A vámosoroszi református templom falfestéseinek kutatása, feltárása és restaurálása. (Ismeretlen szerző munkái)
•	2017-2018 A füzéri római katolikus templomban, a kutatók által korábban feltárt középkori festéstöredékek helyreállítása. (Ismeretlen szerző munkája)
•	2018-2019 A tornyiszentmiklósi római katolikus templom szentélye boltozatán lévő Johan Ignatz Cimbal által festett falfestmény (1777) megtisztítsa, konzerválása és restaurálása. (Szent Miklós a Szentháromság tagjaitól áldásukat kéri a templomra + a négy evangélista alakja.)
•	2020-2021 A szentgotthárdi római katolikus templom hajójának első boltozatán található, Matthias Gusner heiligenkreutzi szerzetes által 1764-ben készített „A hit diadala” című mennyezetfestmény sérült felületeinek retusálása.
•	2022-2024 A Szombathelyi Püspöki Palota díszterme oldalfalainak Francz Anton Maulbertsch által készített négy falfestményének (1783) restaurálása (Claudius császár megalapítja Savariát, Septimus Severust császárrá választják 193-ban, Constantinus Chlorus törvényt hirdet Savariában, Attila hun király elpusztítja a várost).
- Az egykori soproni Esterházy-palota, ma Központi Bányászati Múzeum egyik festett terme 18. századi falfestése. Restaurálva: 1980-  81-ben. (A szerző saját felvétele)
- Teodorosz Szimo görög származású festő vezetésével a ráckevei görögkeleti szerb templom Keresztelő Szent János kápolnájában lévő falfestése 1765-71 között készült részlete. Restaurálva: 1995-ben. (A  szerző saját felvétele)a.jpg
- A ráckevei templom festésnek egy további részlete. (A szerző saját felvétele)
- A csarodai református templom hajójának és szentélyének falain lévő 13., 14. és 17. századi festéstöredékek. A 2001-ben bekövetkezett  tiszai árvíz levonulását követő restaurálás után. (A szerző saját felvétele)
- A csarodai református templom hajójának északi falán a 13. században festett szentek sorának részlete 2001-ben, a tiszai árvíz  levonulását követő restaurálás után. (A szerző saját felvétele)
- A szombathelyi székesegyház Szt. Márton kápolnája boltozatának Joseph Winterhalter által festett részlete, amely a II. Világháború során jelentős mértékben sérülté vállt. Restaurálva: 2002-2003-ban. (A szerző  saját felvétele)
- A szombathelyi székesegyház középkupolája elpusztult boltozatának eredetileg Joseph Winterhalder által a 18. és a 19. század fordulóján festett részlete, rekonstrukció által újra festve 2002-2003-ban.  (A szerző saját felvétele)
- Pécs római kori (IV. század) I. számú ókeresztény sírkamra és falfestményei a 2003-ban helyreállított állapotot követően. (A szerző  saját felvétele)
- Fertőd, volt Esterházy-kastély kápolnája boltozata Josef Ignatz Mildorfer által 1766-ban készített falfestménye részlete. „Szt. István uralkodására és annak jelvényeire Mária áldását kéri.” 2003-ban  helyreállított állapot. (A szerző saját felvétele)
- A fertődi Esterházy-kastély női lakosztálya egyik szobája chinoiserie festésének részlete. Ismeretlen 18. századi festő munkája.  2005-ben helyreállított állapot. (Saját felvétel)
- A fertődi Esterházy-kastély női lakosztálya chinoiserie festésének részlete. 2005-ban helyreállítva. (A szerző saját felvétele)
- A fertődi Esterházy-kastély lépcsőháza festésrészlete a 2013- ban történt feltárás és helyreállítás befejezése után. Ismeretlen 18.  századi festő munkája. (A szerző saját felvétele)
- A szombathelyi püspöki palota díszterme oldalfalának Franc Anton Maulbertsch által készített oldalfali képe. „Septimus Severus császárrá választása Savariában” Restaurálva 2020-ban. (A szerző saját  felvétele)
- A szombathelyi püspöki palota díszterme egy további festménye. Restaurálva 2020-ban. „Connstantius Chlorus törvényt hirdet  Saváriában” (A szerző saját felvétele)
- Mathias Gusner heiligenkreutzi szerzetes 1764-ben készített mennyezetfestménye a szentgotthárdi romai katolikus templomban.  Esztétikailag helyreállítva 2021-ben. (A szerző saját felvétele)

## Publikációk (válogatás)
•	A szalonnai református templom falképeinek helyreállítása. (Bécsi János – Pintér Attila) A miskolci Hermann Ottó Múzeum Évkönyve XX. 1983. Miskolc. 61-71.
•	Nedvesedés által okozott romlások a falfestményeken. (Pintér Attila - Bécsi János) In: Műemlékvédelem XX. évf. 1976. 2. sz. 110-112.
•	A károsodás megelőzése a falképvédelemben. (Pintér Attila – Lente István) In: Műemlékvédelem XXI. évf. 1977. 3. sz. 198–201.
•	Die Restaurirung des Maulbertsch Kreuzbildes in Székesfehérvár. Alba Regia XXIII. 1987. 245-246.
•	A falképvédelem és a restaurálás problémái. In: Fülep-Bachman-Pintér: Sophiane-Pécs ókeresztény emlékei. Képzőművészeti kiadó Budapest 1988. 39-47.
•	A mosonmagyaróvári (magyaróvári) plébániatemplom falfestéseinek restaurálása. Magyar Műemlékvédelem XI. Az Országos Műemlékvédelmi Hivatal Évkönyve (1991-2001) 563-572.
•	A fertődi kastélykápolna falfestéseinek restaurálása. Örökségvédelem.2002. VI. évf. 1-2. sz. 1-3.
•	Megújultak a csarodai református templom falfestései. Örökségvédelem. 2003.VII. évf. 11-12. szám. 1-3.
•	A szombathelyi székesegyház boltozatai elpusztult falfestéseinek rekonstrukciója. (Boromisza Péter – Pintér Attila) In: Műemlékvédelem XLVIII. évf. 2004. 143-153.
•	Apollon a Nap szekerén, avagy a Napisten palotájának megidézése. A fertődi Esterházy-kastély dísztermének mennyezetén lévő falfestmény és stukkódíszek helyreállítása. In: Műemlékvégelem L. évf. 2006. 177-186.
•	Adalékok a pécsi ókeresztény építmények állagbiztosításának és restaurálásának történetéhez. In: Magyar Műemlékvédelem. A Műemlékvédelmi Tudományos Intézet Közleményei XIV. Kulturális Örökségvédelmi Hivatal. 2007. 51-62.
•	A zajtai római katolikus templom 2012. évi kutatása. (Juan Cabello – Pintér Attila) In: Művészet és vallás a Felső-Tisza-vidéken. Középkori templomok útja 3. kötet. Nyíregyháza 2017. 201-213.
•	A kölcsei református templom építéstörténete. (Juan Cabello – Németh Péter – Pintér Attila) In: Művészet és vallás a Felső-Tisza vidéken. Középkori templomok útja 3. kötet. Nyíregyháza 2017. 216-225.
•	A vámosoroszi református templomban végzett falkép-restaurátori vizsgálat eredményei. In: Művészet és vallás a Felső-Tisza-vidéken.  Középkori templomok útja. 3. kötet. Nyíregyháza 2014. 232-234.
•	A vámosoroszi református templom falfestéseinek restaurálása. In: A Nyíregyházi Józsa András Múzeum Évkönyve VIX. évf. I. Nyíregyháza 2017. 207-221.
•	Mihály kőműves. In: Szentkirályi Emlékkönyv. Magyar Restaurátorok Egyesülete 2024. 212-217.
•	Dorffmaister István restaurátori tevékenysége Szentgotthárdon, avagy Gusner Mátyás heiligenkreutzi szerzetes „A hit diadala” című festménye. In: Szentkirályi Miklós emlékkönyv. Magyar Restaurátorok Egyesülete 2024. 246-255.
•	A fertődi Esterházy-kastély földszinti részén lévő sala terrena boltozata falfestményeinek restaurálása és annak eredményei. (Kisterenyei Ervin - Pintér Attila) In: Szentkirályi Miklós emlékkönyv. Magyar Restaurátorok Egyesülete 2024. 344-353.

## Kapcsolódó információk
•	https://www.szepmagyarorszag.hu/magyar/oldalak/bekoszonto_utazasimagazin_belfolditurisztika/
•	https://www.martinus.hu/hirek/11442/restauraljak-a-puspoki-palota-disztermenek-oldalfalait
•	https://www.youtube.com/watch?v=J3AhHcrcIbI
•https://vaskarika.hu/hirek/reszletek/21821/megkezdodott_a_puspoki_palota_diszterem_oldalfalanak_restauralas/
•	https://www.savariaforum.hu/rovat/megujult-a-szombathelyi-puspoki-palota-ekkove-a-diszterematado-unnepsegen-pitti-katalin-volt-a-meglepetesvendeg
•	https://www.martinus.hu/hirek/13667/ahol-az-egi-es-a-foldi-talalkozik-befejezodott-a-puspoki-palota-disztermenek-felujitasa
•	https://www.hbpmk.hu/node/742
•	https://www.magyarkurir.hu/kultura/maulbertsch-300-szombathelyi-muveszeti-szakgimnazium-diakjai-puspoki-palotaban/
•	https://www.magyaridok.hu/lugas/virulo-puttok-3481670/